# Plesnois
Plesnois ist eine französische Gemeinde mit 782 Einwohnern (Stand 1. Januar 2022) im Département Moselle in der Region Grand Est (bis 2015 Lothringen). Sie gehört zum Arrondissement Metz. Die Einwohner nennen sich die Plesnoissiens oder die Plesnoissiennes.
Der Name des Ortes hat keinen Zusammenhang mit den vielen großen Walnüssen, die in der Gegend wachsen. Plesnois bezeichnet einen Platz, an dem Platanen gepflanzt wurden.

## Geographie
Plesnois liegt in Lothringen, sieben Kilometer nordwestlich der Metzer Innenstadt auf einer mittleren Höhe von 242 Metern Meereshöhe. Das Gemeindegebiet umfasst 3,11 km². Plesnois besteht aus den Ortsteilen Le Point du Jour, Plesnois, Tournebride, Villers und Wasnangue. Im Westen des Gemeindegebietes gibt es Überreste eines Forts als nordwestlicher Teil des ehemaligen Festungsringes um Metz.

## Geschichte
Der Ort gehörte früher zur Grafschaft Bar.  Das Dorf wurde erstmals 1685 als Plenoy erwähnt und war bis 1840 Teil der Gemeinde Norroy-le-Veneur. Schreibweisen des Ortes waren auch Plenoy oder Pleneouf, dann Plenois oder Pléneuf um 1759  und schließlich Plesnois in Quellen von 1808 und 1869.
Die Fische im Gemeindewappen stehen zur früheren Zugehörigkeit zum Herzogtum Bar; die Rosen erinnern an die Abtei Saint Pierremont in Avril, der die Herrschaft über Plesnois gehörte.
Durch den Frankfurter Frieden vom 10. Mai 1871 kam die Region an Deutschland und das Dorf wurde dem Landkreis Metz im Bezirk Lothringen des Reichslandes Elsaß-Lothringen zugeordnet.
Nach dem Ersten Weltkrieg musste die Region aufgrund der Bestimmungen des Versailler Vertrags 1919 an Frankreich abgetreten werden. Im Zweiten Weltkrieg war die Region von der deutschen Wehrmacht besetzt und stand unter deutscher Verwaltung.
1915–1919 und 1940–1944 trug es den verdeutschten Namen Plenach, 1917 nochmal geändert in Plenau. Im November 1940 wurde ein Großteil der Einwohner von den Deutschen vertrieben, bei der Befreiung im Herbst 1944 wurde das Dorf schwer zerstört.

### Bevölkerungsentwicklung
Die Einwohnerzahl lag zwischen 1793 und dem Zweiten Weltkrieg zwischen 310 und fast 430 Einwohner. 1946 jedoch war die Einwohnerzahl auf 206 Personen gefallen
| Jahr      | 1962 | 1968 | 1975 | 1982 | 1990 | 1999 | 2007 | 2019 |
| Einwohner | 279  | 331  | 515  | 572  | 627  | 707  | 758  | 811  |

## Kultur und Sehenswürdigkeiten
In Plesnois gibt es Häuser von 1580 bzw. 1700.

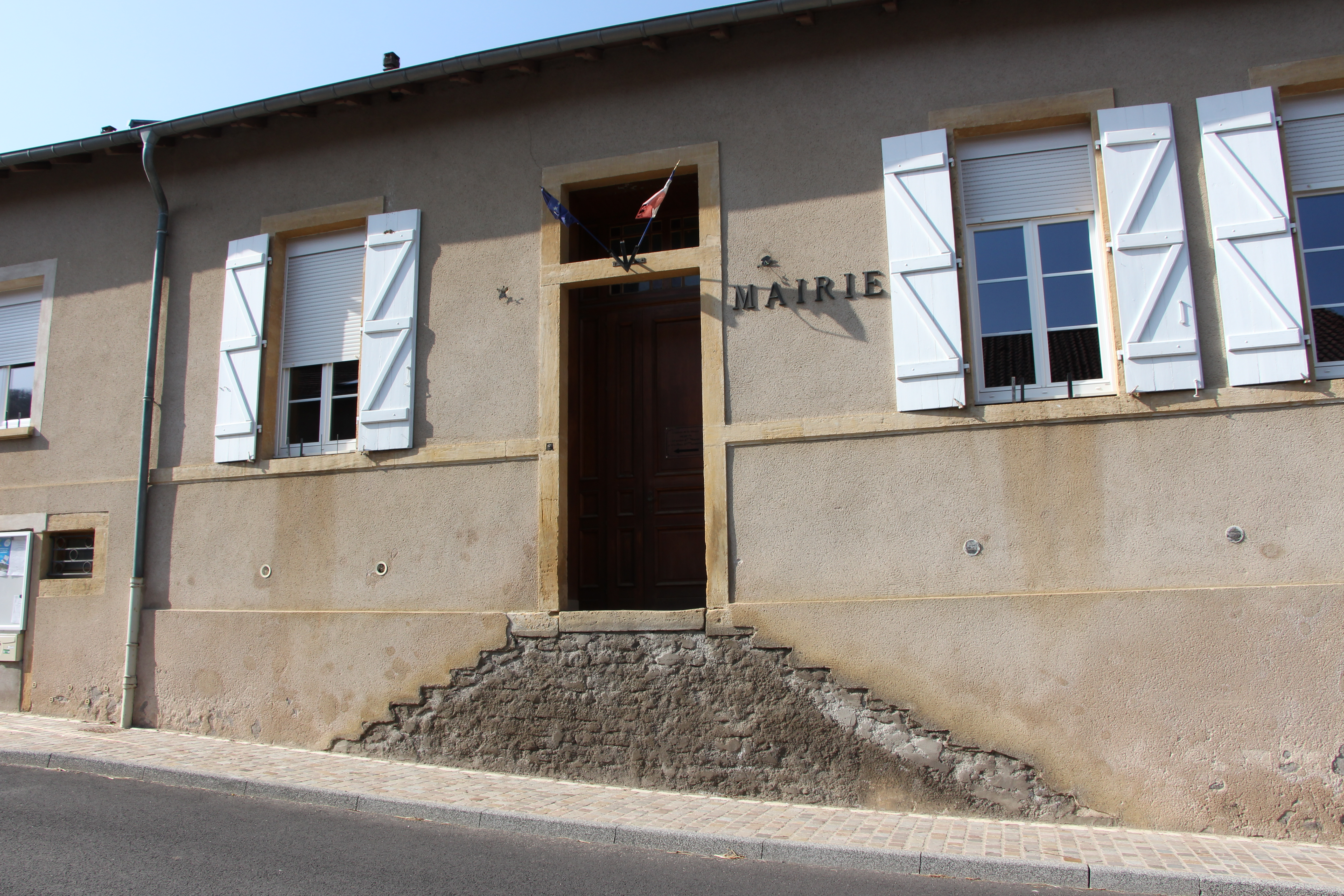
Mairie Plesnois

## Wirtschaft und Infrastruktur
Wichtigster Erwerbszweig war lange Zeit die Landwirtschaft. Es wurden Weintrauben angebaut und Obst- und Gemüseanbau betrieben. Weiterhin gab und gibt es viele Obstbäume (Mirabellen, Kirschen, Äpfel, Birnen und vor allem die Nüsse).

## Belege
1. 1 2  Eugen H. Th. Huhn: Deutsch-Lothringen. Landes-, Volks- und Ortskunde, Stuttgart 1875, S. 273 (google.books.de).
2. ↑  Wappenbeschreibung auf genealogie-lorraine.fr (französisch)